# Hans Küng
Hans Küng (Sursee, 19 marzo 1928 – Tubinga, 6 aprile 2021) è stato un teologo, presbitero e saggista svizzero.

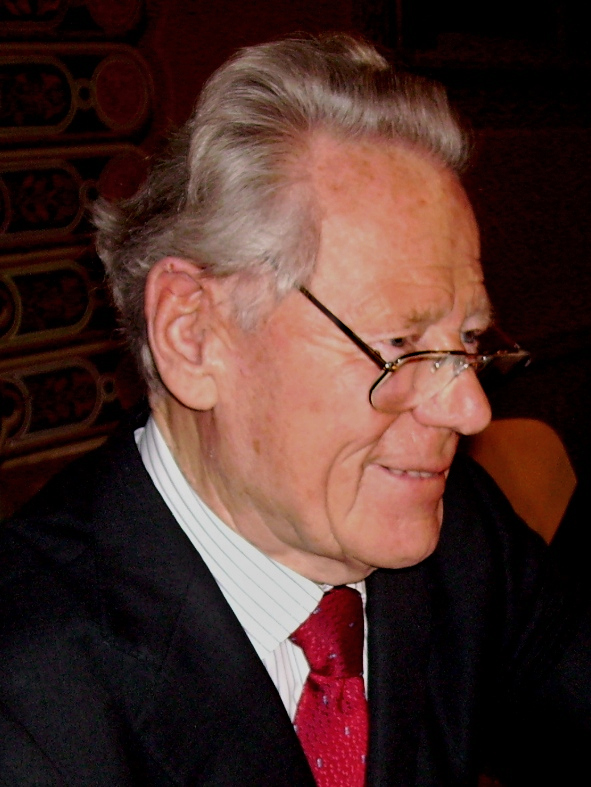
Hans Küng (2009)

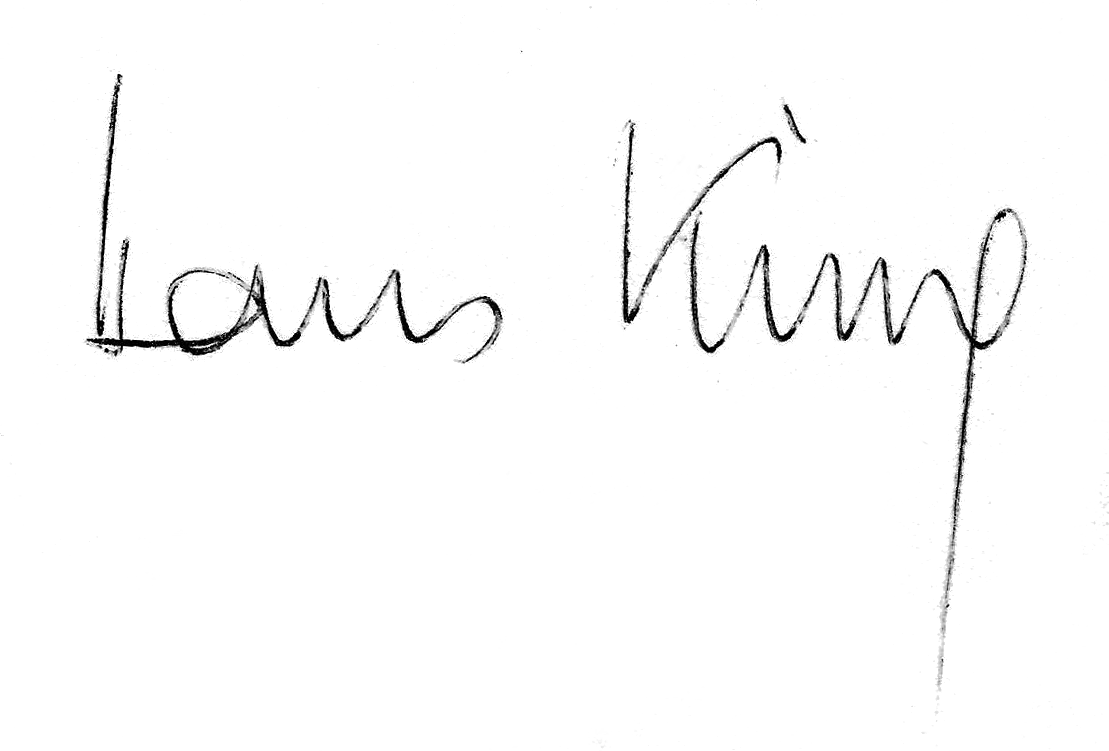
La firma di Hans Küng

Oltre ad essersi dedicato allo studio della storia delle religioni, in particolare quelle abramitiche, Küng era noto internazionalmente soprattutto per le sue posizioni in campo teologico (rifiutava il dogma dell'infallibilità papale) e morale, spesso critiche verso la dottrina della Chiesa cattolica. Sebbene nel 1979 fosse stato costretto a lasciare la facoltà cattolica, aveva continuato a lavorare come professore emerito di teologia ecumenica all'Università di Tubinga.

## Biografia
Dopo gli studi liceali compiuti a Lucerna, viene ammesso al Pontificium Collegium Germanicum et Hungaricum di Roma e studia filosofia e teologia presso la Pontificia Università Gregoriana. Viene ordinato sacerdote a Roma nel 1954 e celebra la sua prima messa nella basilica di San Pietro, davanti a un gruppo di Guardie Svizzere.
Prosegue gli studi a Parigi, dove consegue il Dottorato in teologia presso l'Institut Catholique difendendo una tesi sulla dottrina della giustificazione del teologo riformato Karl Barth.
A soli 32 anni, nel 1960, viene nominato professore ordinario presso la Facoltà di Teologia cattolica all'Università di Tubinga in Germania, dove fonderà anche l'Istituto per la ricerca ecumenica. Tra il 1962 e il 1965 partecipa al Concilio Vaticano II in qualità di esperto, nominato da papa Giovanni XXIII; in questa occasione conosce personalmente anche Joseph Ratzinger, che prende parte al Concilio come teologo consigliere dell'arcivescovo di Colonia. Tornato a Tubinga, invita l'università ad assumere Ratzinger come professore di teologia dogmatica; la cooperazione tra i due termina nel 1969, a seguito delle manifestazioni studentesche che colpirono profondamente Ratzinger, spingendolo a spostarsi nella più tranquilla facoltà di Ratisbona.
La prima fase della teologia di Küng è rivolta allo studio della Chiesa e dell'ecumenismo intracristiano, con opere quali La Chiesa, e Veracità. Per il futuro della chiesa. Nel 1970 pubblica il libro Infallibile? Una domanda nel quale si dichiara che non è ammissibile il dogma sulla infallibilità papale. Nel 1975 viene richiamato dalla Congregazione per la dottrina della fede. In seguito all'inasprirsi dei toni della contestazione, la Congregazione per la dottrina della fede il 18 dicembre 1979 gli revoca la missio canonica (l'autorizzazione all'insegnamento della teologia cattolica). Küng continua comunque ad essere sacerdote cattolico, e conserva anche la cattedra presso il suo Istituto (che viene però separato dalla facoltà cattolica). Sul processo è importante segnalare la pubblicazione di Leonard Swidler, Küng in conflict. È la prima condanna della Congregazione per la dottrina della fede sotto il pontificato di Giovanni Paolo II, una condanna di alto valore simbolico perché rivolta ad uno dei più autorevoli personaggi del Concilio Vaticano II. In seguito alla revoca della missio canonica, Küng ha sempre aspramente criticato l'operato della Congregazione per la dottrina della fede durante il pontificato di Giovanni Paolo II, affermando che è stata il braccio di una repressione ed epurazione di tutte le voci critiche all'interno della Chiesa cattolica (Leonardo Boff, Jacques Dupuis, solo per citarne alcune). Ha paragonato la Congregazione per la dottrina della fede ai tribunali con cui in epoca staliniana si eliminavano i dissidenti.
Non per questo ha smesso, inoltre, di animare e influenzare in misura considerevole la discussione teologica, in particolare dando un contributo alla teologia delle religioni.
Dal 1996 è Professore emerito, avendo lasciato l'insegnamento per raggiunti limiti di età. Rimane fra i principali critici dell'autorità papale (che ritiene un'invenzione umana) e del culto mariano; continua la sua battaglia perché la Chiesa cattolica, sulla base del Concilio Vaticano II, si apra all'ammissione delle donne a ogni ministero, favorisca la partecipazione dei laici alla vita religiosa, incentivi il dialogo ecumenico e interreligioso e si apra al mondo, abbandonando l'esclusivismo teologico e l'eurocentrismo.
In materia bioetica sostiene che secondo la dottrina ufficiale, nei casi di utilizzo di "mezzi straordinari" per il mantenimento della vita, la loro sospensione non si configuri come eutanasia.
Nel 1993 ha creato la Fondazione Weltethos (Etica mondiale), impegnata a sviluppare e rinforzare la cooperazione tra le religioni mediante il riconoscimento dei valori comuni e a disegnare un codice di regole di comportamento universalmente condivise. Weltethos ha preparato il Documento Per un'etica mondiale: una dichiarazione iniziale che è stato sottoscritto nel 1993 a Chicago dal Council for a Parliament of the World's Religions (Consiglio per un Parlamento delle Religioni del Mondo).
Nel 2000, ha criticato aspramente la dichiarazione Dominus Iesus sull'unicità salvifica di Gesù Cristo e della Chiesa, definendola un misto di "megalomania e arretratezza vaticana".
Nel 2008 ottenne a Berlino la Medaglia Otto Hahn per la Pace della "Società Tedesca per le Nazioni Unite". Il suo laudatore era Alfred Grosser, Parigi.
Sabato 28 gennaio 2012 è stato insignito del Premio Nonino 2012 (Rizzoli) (38ª edizione), presso le Distillerie Nonino a Ronchi di Percoto.
È morto nella primavera del 2021, per le complicazioni della malattia di Parkinson.

## Critiche a Giovanni Paolo II
Nel 2005 è stato pubblicato in Italia ed in Germania un suo articolo estremamente critico nei confronti di Giovanni Paolo II (Wojtyła, il papa che ha fallito, Corriere della Sera). Secondo Küng:
Inoltre "Giovanni Paolo II predica i diritti degli uomini all'esterno ma li ha negati all'interno, cioè ai vescovi, ai teologi e soprattutto alle donne. Il Vaticano, un tempo nemico convinto dei diritti dell'uomo ma ben disposto oggi a immischiarsi nella politica europea, continua a non poter sottoscrivere la Dichiarazione dei Diritti dell'Uomo del Consiglio d'Europa: troppi canoni del diritto ecclesiastico romano, assolutistico e medioevale, dovrebbero prima essere modificati." Küng contesta l'elevato numero di canonizzazioni di santi durante il pontificato di Giovanni Paolo II, e soprattutto le beatificazioni e le canonizzazioni di alcuni personaggi (Pio IX, Josemaría Escrivá de Balaguer, fondatore dell'Opus Dei).
Sempre in questo articolo, Küng ritorna sullo stato della teologia nella chiesa cattolica:
Inoltre Küng affronta un problema molto delicato riguardo al dialogo tra i cattolici e le chiese protestanti ed ortodosse.
Küng inoltre sostiene che Giovanni Paolo II "ha cercato il dialogo con le religioni del mondo, ma contemporaneamente ha disprezzato le religioni non cristiane definendole «forme deficitarie di fede»". In questo passaggio c'è una critica alla Dichiarazione Dominus Iesus, ispirata dal cardinale Ratzinger. Una delle questioni dibattute in questa dichiarazione è di capitale importanza e riguarda la natura e il rapporto delle religioni.
La teologia della seconda metà del XX secolo ha riflettuto sul rapporto tra il cristianesimo e le religioni. Già Küng e altri autori (Ratzinger, Rahner, Schlette, Daniélou, Congar) avevano cominciato ad occuparsi dell'argomento. Rahner, Küng, Congar sono tra i critici della verità di fede "extra ecclesiam nulla salus" ("Fuori dalla chiesa non c'è salvezza") (esclusivismo). Rahner ha elaborato la teoria del cristianesimo anonimo in cui si riconoscono alle religioni non cristiane valori di verità e funzioni salvifica, pur rimanendo Cristo la via di salvezza principale dell'uomo. Küng è andato oltre, considerando le religioni non cristiane come vie ordinarie di salvezza, e il cristianesimo come via straordinaria.
Il documento dottrinale Dominus Iesus, emesso nel 2000 da Ratzinger in qualità di prefetto della Congregazione per la dottrina della fede, cerca di chiarire questa delicata questione riaffermando l'unicità salvifica di Cristo e della Chiesa, e il valore non salvifico delle religioni non cristiane. Per Küng e per altri autori, la Dominus Iesus tradisce l'autentico spirito del Concilio Vaticano II e del documento sul dialogo interreligioso e il valore delle religioni non cristiane Nostra Aetate, oltre ad essere un passo indietro sulla via dell'ecumenismo.
Hans Küng ha inoltre rimproverato al papa di non rispettare la separazione tra Stato e Chiesa. Ha accusato il Vaticano di fare pressioni attraverso il PPE sul Parlamento europeo specie su temi sensibili (aborto, gravidanza, fecondazione artificiale, eutanasia), biasima gli scandali finanziari e la corruzione interna della chiesa, e ha espresso anche molte critiche nei confronti della spettacolarizzazione della figura papale. La figura di Giovanni Paolo II è stata indubbiamente molto apprezzata, anche dai giovani mobilitati dai movimenti (CL, Opus Dei, Legionari di Cristo); tuttavia, secondo il teologo, i giovani sono acritici: amano la star, ma spesso ignorano i reali contenuti del suo messaggio.
Küng esprime un giudizio profondamente negativo nei confronti di Giovanni Paolo II:

## Küng e Benedetto XVI
Il 24 settembre 2005, Küng è stato ricevuto a Castel Gandolfo da papa Benedetto XVI, col quale è stato spesso in posizioni di netta contrapposizione. Secondo un comunicato vaticano del 26 settembre "l'incontro si è svolto in un clima amichevole".
A seguito del perdono pontificio con cui il 24 gennaio 2009 è stata revocata la scomunica di quattro vescovi ultratradizionalisti, ordinati illegittimamente da Marcel Lefebvre il 30 giugno 1988 (Bernard Fellay, Alfonso de Galarreta, Bernard Tissier de Mallerais e Richard Williamson), il 26 gennaio 2009 Küng ha dichiarato che la Chiesa ha imboccato un percorso di restaurazione.
Il 18 marzo 2010, riferendosi agli abusi sessuali del clero, ha scritto un articolo in cui sostiene che Ratzinger sia «l'uomo che da decenni è il principale responsabile dell'occultamento di questi abusi a livello mondiale».
Küng ha dichiarato, nell'aprile 2010, che papa Benedetto XVI ha fallito e i cattolici hanno perso la fiducia nella Chiesa, rinnovando al pontefice gran parte delle critiche che già aveva mosso al suo predecessore, Giovanni Paolo II.

## Scienza e fede
Hans Küng è intervenuto sul rapporto ragione-fede, scienza-religione, scienza-teologia in un suo libro del 2006, dal titolo: L'inizio di tutte le cose.
Tale libro inizia con un capitolo intitolato "Una teoria unificata del tutto?", titolo derivato da un'idea presente tra i fisici teorici (il sostenitore forse più noto è Hawking, che la rende una sorta di metafisica, alternativa alla fede) per cui sia ormai possibile edificare una grande teoria unificata del tutto (GUT). Küng esamina sinteticamente lo sviluppo della scienza moderna a partire da Copernico e Galileo Galilei e affrontando alcuni dei nodi fondamentali della fisica, della filosofia della scienza e dei fondamenti della matematica.
Secondo Küng il progetto di Hawking e dello scientismo è necessariamente votato al fallimento perché alcuni limiti sono intrinseci nella scienza, come i teoremi di incompletezza di Gödel che impediscono di costruire un insieme coerente e completo con un numero finito di assiomi e il principio di indeterminazione di Heisenberg che impedisce una conoscenza non probabilistica. Questo deve portare, sempre secondo il teologo tubinghese, a un'autocritica delle scienze "dure" e di quelle etico-morali, nessuna delle quali può seguire pedissequamente il modello delle altre.
Nel libro discute sulla Genesi e mostra apprezzamento per la teoria dell'evoluzione. Affronta anche il problema dell'interpretazione della Bibbia soprattutto in relazione al peccato originale e alla storia di Adamo ed Eva. Rigetta il fondamentalismo letteralista di molti evangelicali ed è fautore di una lettura aperta alle ricerche storiche e bibliche e anche alle teorie scientifiche. In merito alla storia del peccato originale sostiene che esso è solo una metafora per spiegare l'origine del male. In Adamo è simboleggiata l'intera umanità. Rigetta decisamente l'idea (stabilita dal Concilio di Trento e ribadita da Paolo VI), che Adamo ed Eva siano esseri umani realmente esistiti, e che tutto il genere umano abbia avuto inizio da Adamo (monogenismo). Ritiene che la cosmologia biblica sia essenzialmente metaforica. Sostiene la tesi secondo la quale l'idea di Dio non viene assolutamente intaccata da una particolare cosmologia (geocentrica, eliocentrica, ecc.).
Nel capitolo "L'inizio dell'umanità" del libro di Küng si accenna all'inizio dell'umanità e alla nascita del sentimento religioso. Nelle ultime pagine è affrontato il cruciale problema per la teologia odierna del rapporto tra cristianesimo e le altre religioni (islamismo, buddismo, confucianesimo, induismo). Su questo argomento Küng ha espresso le proprie idee in altri testi. Egli è uno dei fautori di un pluralismo religioso, che lascia uno spazio particolare per il cristianesimo. Il suo punto di riferimento in questa materia è Rahner, secondo il quale anche le religioni non cristiane hanno valore salvifico per i loro aderenti. Küng è su questa linea di pensiero, anzi la sua teologia ne è il coerente sviluppo. Egli considera le religioni non cristiane come vie ordinarie di salvezza, e il cristianesimo come via straordinaria. La teologia del pluralismo religioso è stata rigettata dalla Dichiarazione Cristianesimo e religioni (1997) e dalla Dominus Iesus (2000), che Küng ha definito un esempio di “arretratezza e megalomania vaticana”. Va ricordato che Küng è uno dei più influenti membri del Council for a world Parliament of Religion (CWPR), che ambisce a fondare una sorta di democrazia partecipativa delle religioni del mondo. Questo Parlamento opera sotto l'egida dell'ONU.

## Riflessione sull'Islam
Hans Küng ha pubblicato una trilogia composta dai volumi Ebraismo, Cristianesimo e Islam, un'analisi della storia dei tre monoteismi e dei rapporti con il mondo contemporaneo. È convinto che l'Islam possa modernizzarsi, soprattutto tramite intellettuali innovatori che oppongano all'ostinata conservazione pedissequa della tradizione (taqlīd), la riapertura della interpretazione personale (ijtihād) chiusa da secoli. È convinto che nel mondo islamico possa esistere la democrazia e la separazione dei poteri. Spera che nel tempo gli intellettuali islamici superino la nozione di sacralità delle 78000 parole del Corano, per riconoscere che il Corano è la Parola di Dio attraverso la mediazione del profeta Maometto.
Riconosce anche il notevole contributo dell'Islam all'anno del dialogo tra le culture (2001), proposto dal presidente iraniano Mohammad Khatami, nella ferma speranza che il dialogo realizzi la pace e la giustizia universali. Questo dialogo si fonda su quattro punti essenziali sanciti nel manifesto programmatico Crossing the Divide. Dialogue among Civilizations:
- cultura della non-violenza;
- cultura della solidarietà e giustizia del sistema economico;
- tolleranza e amore per la verità;
- uguaglianza e pari opportunità tra uomo e donna.

## Opere
- La giustificazione (Rechtfertigung. Die Lehre Karl Barths und eine katholische Besinnung, 1957), Brescia, Queriniana, 1969, ISBN 978-88-399-0302-0.
- La Chiesa al Concilio (Kirche im Konzil, 1962), Torino, Borla, 1962.
- Strutture della Chiesa (Strukturen der Kirche, 1962), traduzione di Piero Bernardini Marzolla, Torino, Borla, 1965.
- Perché il mondo creda: lettere ad un giovane, traduzione di Anna Bonino, Borla, Torino, 1964.
- Riforma della Chiesa e unità dei cristiani, traduzione di C. Tirone,  Borla, Torino, 1965, ISBN 978-88-263-0100-6.
- La Chiesa (Die Kirche, 1967), Brescia, Queriniana, 1969-19925, ISBN 978-88-399-0303-7. – Chiesa, 1968 (versione riepilogativa dell'opera maggiore).
- Veracità. Per il futuro della Chiesa, Brescia, Queriniana, 1968, ISBN 978-88-399-2502-2.
- Infallibile? Una domanda (Unfehlbar? Eine Anfrage, 1970), Brescia, Queriniana, 1970.
  - nuova edizione col titolo L'infallibilità, Collana Saggi n.86, Mondadori, Milano, 1977. [con estratti da Fellbahr, Eine Bilanz, 1973 - trad. it. Fallibile? Un bilancio]
- Incarnazione di Dio. Introduzione al pensiero teologico di Hegel, prolegomeni ad una futura cristologia (1970), Queriniana, Brescia, 1972, ISBN 978-88-399-0313-6.
- Preti perché? Un aiuto, Edizioni Anteo, Bologna, 1971.
- Chiesa (Was ist Kirche?, 1970), Brescia, Queriniana, 1972.
- Fallibile? Un bilancio, 1973, tradotto in L'infallibilità, Mondadori, Milano, 1977.
- Cosa deve rimanere nella Chiesa, Brescia, Queriniana, 1974.
- Essere cristiani (Christ sein, 1974), traduzione di Germano Re e Marco Beck, Milano, Mondadori, 1976. - Collana Saggi stranieri, Milano, Rizzoli, 2012, ISBN 978-88-1705-776-9.
- 20 tesi sull'essere cristiani. 16 tesi sulla donna nella Chiesa, in Le mie tesi (Thesen zum Christsein, 1975; 24 Thesen zur Gottesfrage, 1978), traduzione di M. Beck, Milano, Mondadori, 1980.
- Andare a messa – perché? (1976), traduzione di Giovanni Moretto, Brescia, Queriniana, 1979, 2021, ISBN 978-88-399-1451-4.
- Cos'è la Confermazione?, Brescia, Queriniana, 1976.
- H. Küng-P. Lapide, Gesù segno di contraddizione. Un dialogo ebraico-cristiano (Jesus im Widerstreit. Ein jüdisch-christlicher Dialog, 1976), Brescia, Queriniana, 1980.
- Freud and die Zukunft der Religion, München, Piper, 1978.
- Dio esiste? Risposta al problema di Dio nell'età moderna (Exixtiert Gott? Antwort auf die Gottesfrage der Neuzeit, 1978), traduzione di Giovanni Moretto, Collana Saggi, Milano, Mondadori, 1979. - Fazi, Roma, 2012, ISBN 978-88-6411-256-5.
- Vita eterna? (Ewiges Leben?, 1982), Collana Saggi, Milano, Mondadori, 1983.
- Hans Küng, J. Van Ess, H. Von Stietencron, H. Bechert, Cristianesimo e religioni universali. Introduzione al dialogo con islamismo, induismo e buddhismo (1984), Collana Saggi, Milano, Mondadori, 1986.
- Poesia e religione (Dichtung und Religion. Pascal, Gryphius, Lessing, Hölderlin, Novalis, Kierkegaard, Dostojewski, Kafka, 1985), con Walter Jens, Genova, Marietti, 1989.
- Theologie und Literatur. Zum Stand des Dialogs, con Walter Jens e K. J. Kuschel, München, Kindler, 1986.
- Contro il tradimento del Concilio. Dove va la Chiesa cattolica? (Katholische Kirche - wohin? Wider den Verrat am Konzil, 1986), con N. Greinacher, Claudiana, Torino, 1987.
- Teologia in cammino. Un'autobiografia spirituale, Milano, Mondadori, 1987.
- Perché sono ancora cristiano. Un orientamento cristiano in un tempo povero di orientamenti, Genova, Marietti, 1988. rist.: Milano, TEA, 1991 ISBN 978-88-7819-259-1
- Arte e problema del senso (Kunst und Sinnfrage, 1980), Brescia, Queriniana, 1988.
- Cristianesimo e religiosità cinese (Christentum und Chinesische Religion, 1988), con J. Ching, Milano, Mondadori, 1989.
- Maestri di umanità. Teologia e letteratura in Thomas Mann, Hermann Hesse, Heinrich Böll (Anwälte der Humanität. Thomas Mann, Hermann Hesse, Heinrich Böll, 1989), con Walter Jens, Milano, Rizzoli, 1989.
- Conservare la speranza. Scritti per la riforma della Chiesa (Die Hoffnung bewahren. Schriften zur Reform der Kirche, 1990), Milano, Rizzoli, 1990, ISBN 978-88-17-84062-0.
- Progetto per un'etica mondiale. Una morale ecumenica per la sopravvivenza umana, traduzione di G. Moretto, Collana Osservatorio straniero, Milano, Rizzoli, 1991, ISBN 978-88-17-84130-6.
- Mozart. Tracce della trascendenza (Mozart. Spuren der Transzendenz, 1991), traduzione di M. Goldin, Brescia, Queriniana, 1992, 20112.
- Ebraismo. Passato, presente, futuro, traduzione di Giovanni Moretto, Collana Osservatorio strani, Milano, Rizzoli, 1993, ISBN 978-88-17-84218-1.
- Credo. La fede, la Chiesa e l'uomo contemporaneo, traduzione di Giovanni Moretto, Collana Osservatorio straniero, Milano, Rizzoli, 1994, ISBN 978-88-17-84304-1.
- Hans Küng, Karl-Joseph Juschel, Per un'etica mondiale. La dichiarazione del parlamento delle religioni mondiali, traduzione di Giovanni Moretto, Collana I torchi stranieri, Milano, Rizzoli, 1995, ISBN 978-88-17-84392-8.
- Hans Küng, con Walter Jens, Della dignità del morire. Una difesa della libera scelta, traduzione di A. Corsi, Collana Saggi stranieri, Milano, Rizzoli, 1996, ISBN 978-88-17-84497-0. - nuova ed. ampliata, con un testo di Inge Jens, Milano, BUR, 2010.
- Cristianesimo. Essenza e Storia, Collana Saggi stranieri, Milano, Rizzoli, 1997, ISBN 978-88-17-84541-0.
- Grandi pensatori cristiani, traduzione di G. Moretto, Collana Saggi stranieri, Milano, Rizzoli, 1999, ISBN 978-88-17-86146-5.
- La Chiesa Cattolica. Una breve storia, traduzione di A. Vanoli, Collana Saggi stranieri, Milano, Rizzoli, 2001, ISBN 978-88-17-86893-8.
- Etica mondiale per la politica e l'economia, traduzione di C. Danna, Brescia, Queriniana, 2002, ISBN 978-88-399-0983-1.
- Ricerca delle tracce. Le religioni universali in cammino, traduzione di G. Moretto, Brescia, Queriniana, 2003, ISBN 88-399-2170-2.
- L'intellettuale nell'Islam, a cura di G. Cunico, Collana L'albero dei limoni, Parma, Diabasis, 2005, ISBN 978-88-8103-225-9.
- Islam. Passato, presente, futuro, a cura di M. Faggioli e A. Vanoli, Collana Storica, Milano, Rizzoli, 2005, ISBN 978-88-17-00712-2.
- Musik und Religion. Mozart - Wagner - Bruckner, München, Piper, 2005.
- La donna nel Cristianesimo, traduzione di G. Moretto, G. Francesconi, Brescia, Queriniana, 2005, ISBN 978-88-399-0808-7.
- L'inizio di tutte le cose. Creazione o evoluzione? Scienza e religione a confronto, traduzione di V. Rossi, Milano, Rizzoli, 2006, ISBN 978-88-17-01273-7.
- Il dialogo obbligato. Scritti e interviste su Islam e Occidente e sul nuovo papato, Collana Alhambra, Roma, Datanews, 2006, ISBN 978-88-7981-307-5.
- Hans Küng-José R. Regidor, Con Cristo e con Marx. Cristianesimo e liberazione degli ultimi, Roma, Datanews, 2007, ISBN 978-88-7981-338-9.
- La dignità della morte. Tesi sull'eutanasia, traduzione di A. Corsi, F. Leitner, Roma, Datanews, 2007, ISBN 978-88-7981-324-2.
- La mia battaglia per la libertà. Memorie, Reggio Emilia, Diabasis, 2008, ISBN 978-88-8103-558-8.
- Ciò che credo, traduzione di C. Galli, Collana Saggi italiani, Milano, Rizzoli, 2010, ISBN 978-88-17-01049-8.
- Salviamo la Chiesa, traduzione di C. Galli, Milano, Rizzoli, 2011, ISBN 978-88-17-05256-6.
- Onestà. Perché l'economia ha bisogno di un'etica, traduzione di C. Galli, Collana Saggi stranieri, Milano, Rizzoli, 2011, ISBN 978-88-17-04753-1.
- Musica e religione. Mozart, Wagner, Bruckner, Brescia, Queriniana, 2012, ISBN 978-88-399-2879-5.
- Tornare a Gesù, traduzione di G. Re e M. Beck, Collana Saggi stranieri, Milano, Rizzoli, 2013, ISBN 978-88-17-06089-9.
- Una battaglia lunga una vita. Idee, passioni, speranze. Il mio racconto del secolo, traduzione di C. Galli, Collana Saggi stranieri, Milano, Rizzoli, 2014, ISBN 978-88-586-8110-7.
- Morire felici? Lasciare la vita senza paura, traduzione di C. Galli, Collana Saggi stranieri, Milano, Rizzoli, 2015, ISBN 978-88-17-08057-6.
- Hans Küng-Paul Ricœur, Il lato oscuro della fede. Religioni, violenza e pace, Prefazione di Roberto Beretta, Milano, Medusa, 2015, ISBN 978-88-7698-342-9.
- Di fronte al Papa. La mia vita nella Chiesa da Pio XII a Francesco, Collana Saggi stranieri, Milano, Rizzoli, 2016, ISBN 978-88-17-08599-1.